# LAR-160

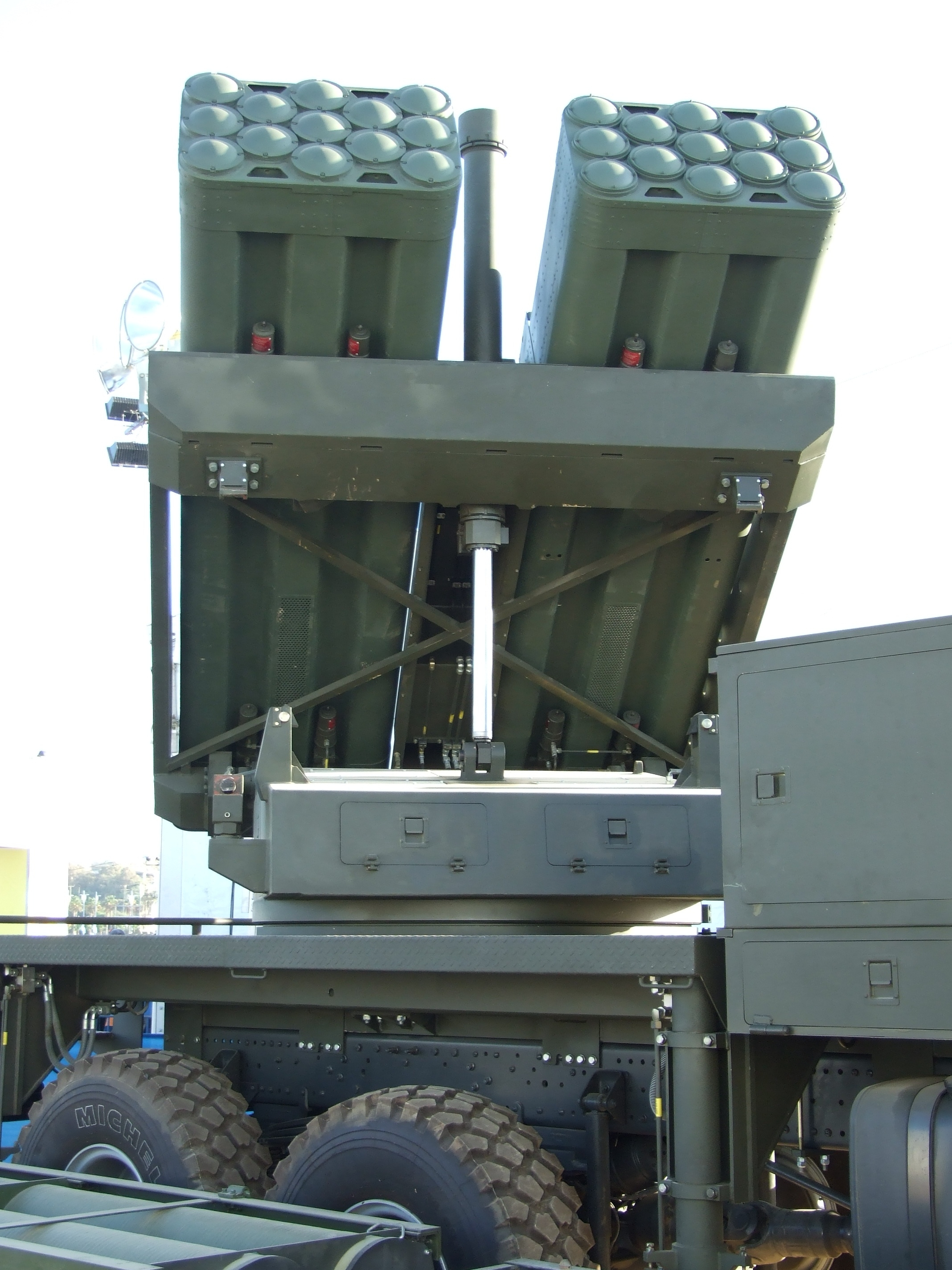
LAR-160 auf einem Lynx-Lkw

Der LAR-160 ist ein israelisches Mehrfachraketenwerfersystem.

## Entwicklung
Das LAR-160-System wurde in den 1970er-Jahren von dem israelischen Rüstungskonzern TAAS (heute Israel Military Industries) mit Unterstützung von Giat (heute Nexter) entwickelt. Ursprünglich war geplant, die Raketen im Kaliber 160 mm mit 155-mm-Artilleriegranaten zu bestücken. Im Lauf der Entwicklung kam man von diesem Vorhaben ab und entwickelte spezielle Gefechtsköpfe für die Raketen. Im Jahr 1983 wurden die ersten Systeme an die israelischen Streitkräfte ausgeliefert.

## Technik
Der LAR-160 dient primär zur Bekämpfung von Flächenzielen. Das System ist modular aufgebaut und kann auf verschiedenen Fahrzeugen montiert werden. Die Raketen sind in versiegelten Containern untergebracht. Je nach Version fasst ein Container 13 oder 18 Raketen und wiegt 2,2–2,8 Tonnen. Die ein bis zwei Container können auf einem Fahrzeug auf einem horizontal und vertikal schwenkbaren Werferrahmen installiert werden. Nach dem Abfeuern der Raketen werden die Container ausgewechselt. Der Nachladevorgang dauert 5–10 Minuten. Eine Batterie besteht aus vier Werferfahrzeugen, vier Nachladefahrzeugen mit je zwei Raketencontainern, einem Gefechtsstand mit ACCS-Feuerleitsystem, zwei Aufklärungsfahrzeugen sowie einem meteorologischen Beobachtungsfahrzeug. Das Herstellen der Feuerbereitschaft dauert rund drei Minuten. Der Stellungsabbruch dauert rund eine Minute.

## Varianten
- LAR-160: Version der israelischen Streitkräfte mit 2 × 18 Werferrohren, installiert auf einem AMX-13-Fahrgestell
- LAR Light: Version für leichte Fahrzeuge wie z. B. HMMWV oder installiert auf einem einachsigen Anhänger
- NAVLAR:  Version für den Einsatz ab Schiffen
- VCLC: Version für Argentinien mit 2 × 18 Werferrohren, installiert auf TAM-Fahrgestell
- GRADLAR: Version für die 122-mm-Raketen des Systems BM-21 Grad.
- LAROM: Version für Rumänien mit 2 × 13 Werferrohren, installiert auf einem DAC-25.360; kann auch 122-mm-Raketen des Systems BM-21 Grad einsetzen
- Naiza: Version für Kasachstan; modulares System, installiert auf dem KamAZ-6350; kann verschiedene Raketentypen einsetzen
- Lynx: Modulares System, installiert auf dem Lynx-Lkw von Mercedes-Benz; kann verschiedene Raketentypen einsetzen

## Raketen

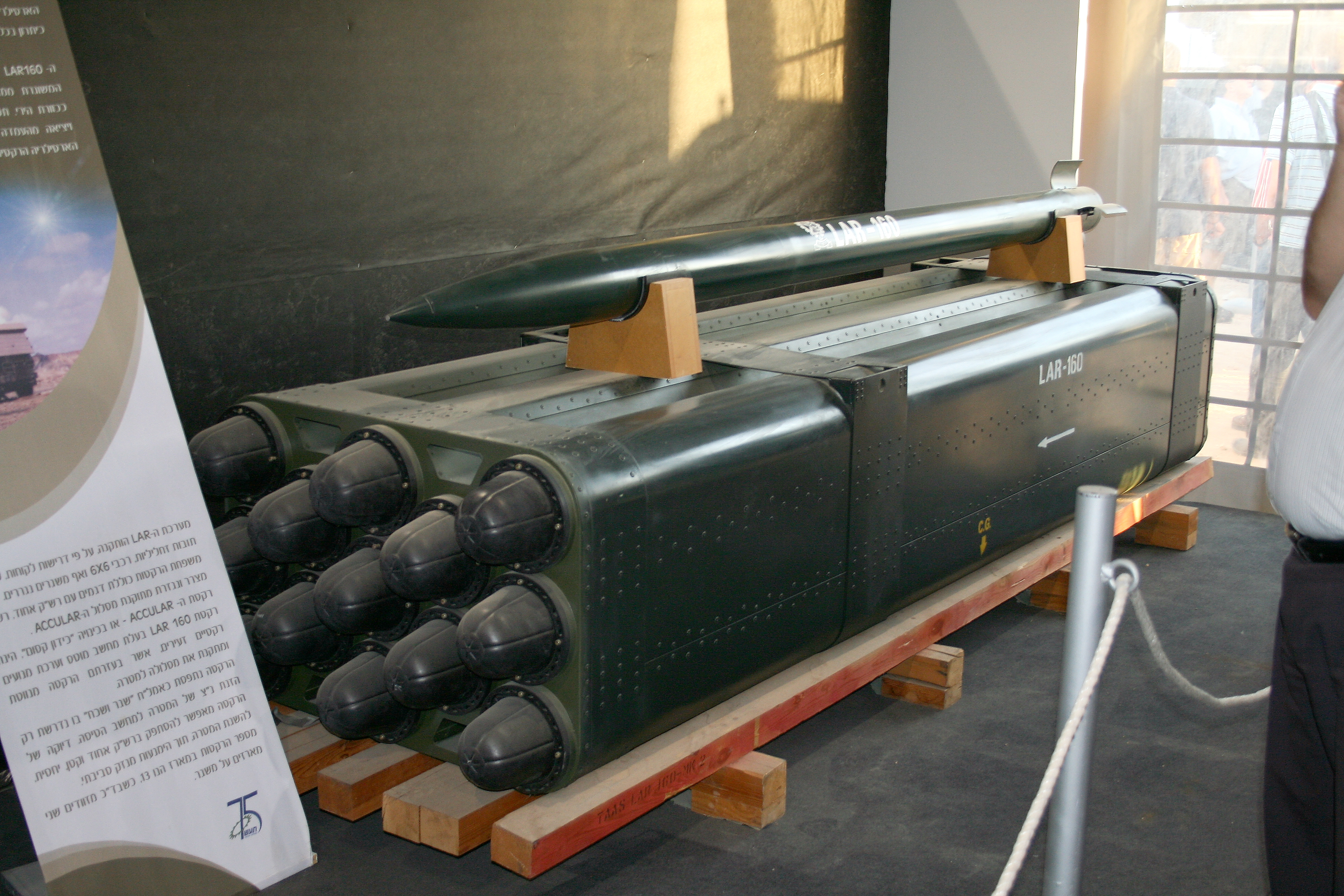
LAR-160-Raketen-Container

Die Raketen sind drall- und flügelstabilisiert und verfügen über ein Faltleitwerk am Heck. Sie haben ein Kaliber von 160 mm, sind je nach Typ 3,57–3,70 m lang und wiegen 100–120 kg. Angetrieben werden sie von einem einstufigen Feststoffraketentriebwerk. Die maximale Brennschlussgeschwindigkeit beträgt 1.022 m/s. Die maximale Bekämpfungsdistanz liegt bei 45, die minimale Bekämpfungsdistanz bei 12 km. Der COFRAM-Splittergefechtskopf der Mk-1-Rakete wird durch einen Annäherungs- oder Aufschlagzünder zur Detonation gebracht. Der Bomblet-Gefechtskopf der Mk-4-Rakete verteilt die Bomblets in einem kreisförmigen Gebiet von rund 31.400 m².
Es existieren die folgenden Raketentypen:
- Mk 1 mit einem Splittergefechtskopf zu 40 kg, Reichweite 30 km
- Mk 2 mit 104 Stück Hohlladungs-Bomblets vom Typ M77, Reichweite 35 km
- Mk 3 mit einem Splittergefechtskopf zu 40 kg, Reichweite 45 km
- Mk 4 mit 104 Stück Hohlladungs-Bomblets vom Typ M85, Reichweite 45 km
- Mod-LAR mit 144 Stück M99-Bomblets mit kombinierter Splitter- und panzerdurchschlagender Wirkung, Reichweite 45 km
- AccuLAR mit GPS-Kurskorrektursystem; mittlere Treffergenauigkeit (CEP) 10 m, Reichweite 40–45 km[3][4]
- LORA-Kurzstreckenrakete mit einer Reichweite von 300 km
- Delilah-Marschflugkörper mit einer Reichweite von 250 km

## Verbreitung
- Argentinien – 10
- Aserbaidschan – 10, weitere 360 Systeme sind geplant.[5]
- Chile – 10
- Georgien – 4, weitere 21 Systeme sind geplant.
- Israel – 50[6]
- Kasachstan – 18
- Ruanda – 5[7]
- Rumänien – 24, weitere 160 Systeme sind geplant.[5]
- Venezuela – 25[8]

## Einsatz
Georgien setzte den LAR-160 während des Kaukasus-Kriegs 2008 ein.